# Der Fischer (Goethe)
Der Fischer ist eine kurze Ballade von Johann Wolfgang von Goethe aus dem Jahr 1779. Die Ballade handelt von einem Fischer, der angelnd am Ufer sitzt, als eine Nixe vor ihm auftaucht und ihn mit Gesang und Worten in die Tiefe lockt.

## Text
Das Wasser rauscht', das Wasser schwoll,

Ein Fischer saß daran,

Sah nach dem  Angel ruhevoll,

Kühl bis ans Herz hinan.

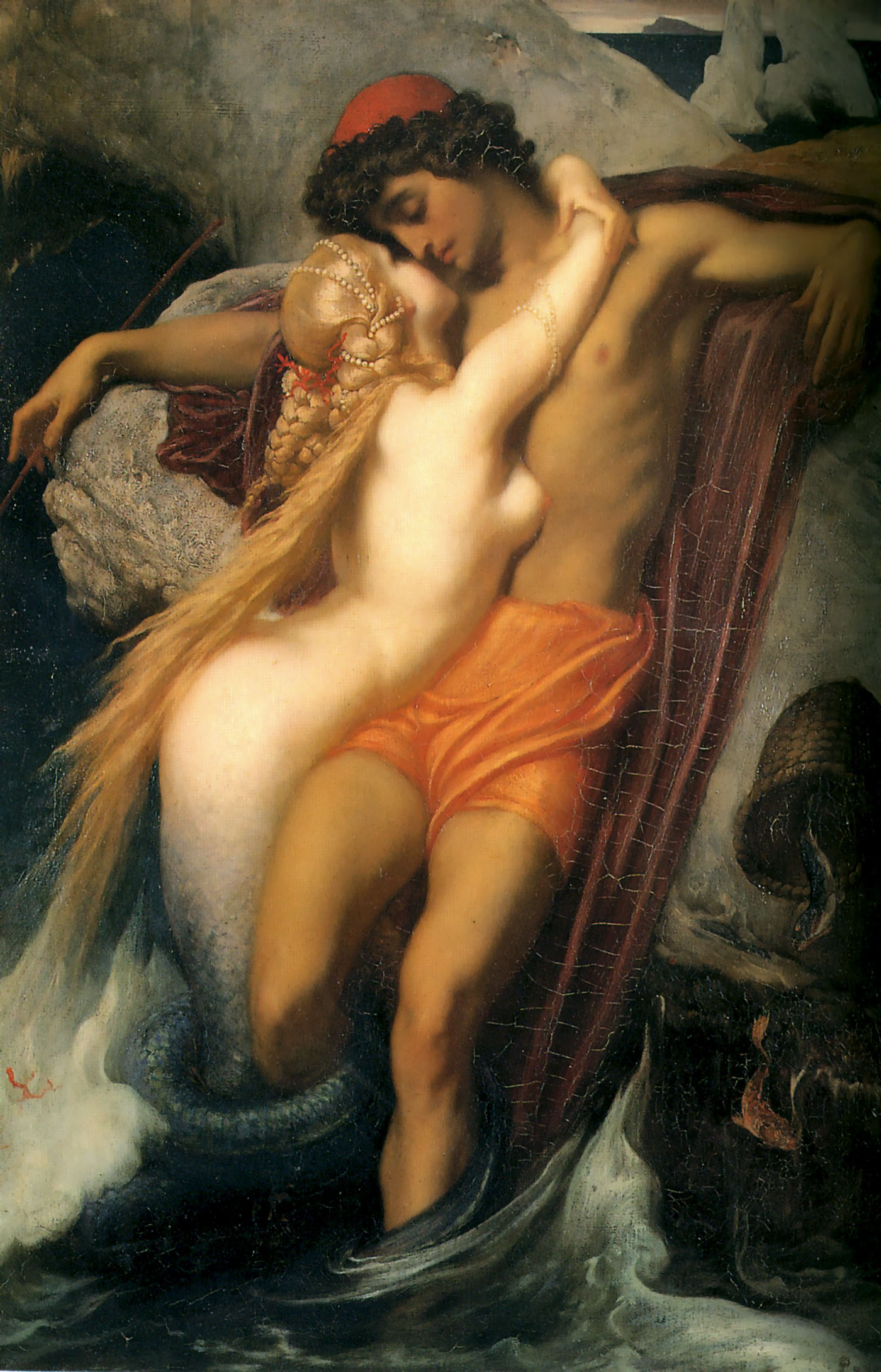
Frederic Leighton: The Fisherman and the Syren (Der Fischer und die Sirene), 1856–1858

Und wie er sitzt und wie er lauscht,

Teilt sich die Flut empor:

Aus dem bewegten Wasser rauscht

Ein feuchtes Weib hervor.

Sie sang zu ihm, sie sprach zu ihm:

»Was lockst du meine Brut

Mit Menschenwitz und Menschenlist

Hinauf in Todesglut?

Ach wüßtest du, wie's Fischlein ist

So wohlig auf dem Grund,

Du stiegst herunter, wie du bist,

Und würdest erst gesund.

Labt sich die liebe Sonne nicht,

Der Mond sich nicht im Meer?

Kehrt wellenatmend ihr Gesicht

Nicht doppelt schöner her?

Lockt dich der tiefe Himmel nicht,

Das feuchtverklärte Blau?

Lockt dich dein eigen Angesicht

Nicht her in ew'gen Tau?«

Das Wasser rauscht', das Wasser schwoll,

Netzt' ihm den nackten Fuß;

Sein Herz wuchs ihm so sehnsuchtsvoll

Wie bey der Liebsten Gruß.

Sie sprach zu ihm, sie sang zu ihm;

Da war's um ihn geschehn;

Halb zog sie ihn, halb sank er hin

Und ward nicht mehr gesehn.

## Aufbau
Die Ballade besteht aus Kreuzreimen und drei- bis vierhebigen Jamben in vier Strophen zu je acht Versen: einer Eingangsstrophe (der Fischer am Ufer und das Auftauchen des Meerweibes), zwei Mittelstrophen (der Gesang des Meerweibes) und einer Schlussstrophe (die Überwältigung des Fischers durch das Meerweib und durch sein eigenes Verlangen nach einer Vermählung mit dem feuchten Element).
Die erste Strophe, „Das Wasser rauscht, das Wasser schwoll“, bildet eine Art Grundakkord, der in der letzten Strophe wieder aufgenommen wird. Ein weiteres Merkmal sind Parallelismen und Wiederholungen: „Und wie er sitzt und wie er lauscht […]“, „Sie sang zu ihm, sie sprach zu ihm […]“, „mit Menschenwitz und Menschenlist […]“, „Labt sich […] nicht, kehrt […] nicht, lockt dich […] nicht […]“, „Halb zog sie ihn, halb sank er hin […]“. Sie vermitteln eine gewisse Eindringlichkeit.
Das Gedicht hat einen ausgeglichenen Rhythmus, der jambische Vierheber versinnbildlicht das Auf- und Abschwellen des Wassers. Die Zäsuren nach dem 2., 4., 6. und 8. Vers der 1., 3. und vierten Strophe verstärken den Eindruck der Ruhe und Gespanntheit.

## Interpretation
Der am Ufer sitzende Fischer ist bereit, obwohl er „kühl bis ans Herz hinan“ ist, die geheimnisvolle und magische Kraft des vor ihm fließenden Wassers zu erfahren. Die vor ihm emporsteigende Nixe kann also als seine seelische Situation interpretiert werden, demnach ist er von der beschwörenden Kraft des Wassers bereits in den Bann gezogen worden. Die leise Wellenbewegung, die das Ufer erreicht und ihm schließlich sogar den Fuß netzt, das Rauschen und Schwellen der Wassermassen, hat seine Sinne eingefangen. Er ist fasziniert von der kühlen, glitzernden Wasserfläche, in der sich Sonne, Himmel und sein eigenes Angesicht spiegeln.
Erotisches klingt nur sehr leise an. Die Nixe, das „feuchte Weib“, Liebe und Lockung zugleich, ist vor allem die Inkarnation der geheimnisvollen Kraft des Wassers. Ihre halb gesungenen, halb gesprochenen Worte passen zu dem seelischen Zustand des Fischers. Er ist, so wie die Nixe ein Sinnbild der magischen Kräfte der Natur ist, ein Sinnbild des Menschen, der eins mit der Natur wird. Die Schlussworte der Nixe „lockt dich dein eigen Angesicht nicht her in ew’gen Tau?“ sprechen dies deutlich aus.
Von dieser Seite her betrachtet, scheint die Nixe weniger ein reales Naturwesen, als ein Gebilde der Phantasie des Fischers zu sein, in Wirklichkeit also nicht existent, sondern nur als Eingebung erfahrbar. Die Lockung des bewegten Wassers wäre somit im Fischer selbst. Seinem eigenen Wunsch gibt er nach, „auf den Grund herunterzusteigen“ und „gesund“ zu werden. Das heißt, alle Lasten und Mühen des Irdischen abzustreifen, „Menschenwitz und Menschenlist“ preiszugeben und sich mit dem „Ewigen“ zu verbinden.
Goethe sagte selbst über seine Ballade: „Es ist in dieser Ballade bloß das Gefühl des Wassers ausgedrückt, das Anmutige, was uns im Sommer lockt, uns zu baden; weiter liegt nichts darin.“

## Vertonungen
Die naturdämonisch faszinierende Ballade wurde mehrfach vertont, unter anderem von Carl Loewe, Franz Schubert, Anton Emil Titl, Peter Kempny, Hector Berlioz, Achim Reichel (Regenballade) sowie von den Irrlichtern.

## Bildende Kunst
Zwischen 1856 und 1858 schuf Frederic Leighton, 1. Baron Leighton mit ausdrücklichem Verweis auf Goethes Gedicht das Gemälde The Fisherman and the Syren (Der Fischer und die Sirene), das heute im Bristol City Museum and Art Gallery ausgestellt wird.